# Fujian (18)
O Fujian (chinês simplificado: 福建舰, pinyin: Fújiàn Jiàn), também chamado de Tipo 003, é um porta-aviões em construção para a Marinha do Exército Popular de Libertação e nomeado em homenagem à província de Fujian. Fujian foi lançado em 17 de junho de 2022 e é o primeiro porta-aviões da China com um design totalmente chinês, apresentando um sistema CATOBAR e catapultas eletromagnéticas.
A classe Tipo 003 foi originalmente chamada não oficialmente de Tipo 002 quando Shandong, o segundo porta-aviões incompleto da China, se acreditava ser designado Tipo 001A. A designação oficial do Shandong como Tipo 002 foi revelada durante o comissionamento. Os observadores, portanto, acreditavam que o terceiro porta-aviões seria o Tipo 003.